# Ghosts (Mike Shinoda)
Ghosts è un singolo del rapper statunitense Mike Shinoda, pubblicato l'8 giugno 2018 come quarto estratto dal primo album in studio Post Traumatic.

## Descrizione
Al pari di Crossing a Line, si tratta di uno dei brani più pop del disco, pur figurando strofe unicamente rappate. Attraverso il sito Genius, il rapper ha spiegato che Ghosts rappresenta uno dei momenti più positivi di Post Traumatic, aggiungendo come la scrittura del testo sia sembrato «un delicato atto di equilibrio»:

## Video musicale
Il video, prodotto e diretto da Shinoda, è di carattere umoristico e mostra due calzini (chiamati Boris e Miss Oatmeal) cantare il brano per tutta la sua durata.

## Tracce
Testi e musiche di Mike Shinoda.
1. Ghosts – 2:54

## Formazione
Hanno partecipato alle registrazioni, secondo le note di copertina di Post Traumatic:
- Mike Shinoda – voce, strumentazione, produzione
- Șerban Ghenea – missaggio
- Ethan Mates – montaggio aggiuntivo
- Josh Newell – montaggio aggiuntivo
- Michelle Mancini – mastering